# Hraniční přechod Slavonice–Fratres
Hraniční přechod Slavonice–Fratres (německy Grenzübergang Fratres–Slavonice) je bývalý silniční hraniční přechod na česko-rakouské státní hranici na hraničním úseku VII/9-0/3a - VII/9-4 (VII/9-10 - VII/9-11) mezi českým městem Slavonice (okres Jindřichův Hradec, Jihočeský kraj) a rakouskou obcí Waldkirchen an der Thaya (okres Waidhofen an der Thaya, Dolní Rakousy). Přechod leží v nadmořské výšce 527 m n. m. na silnici II/406; za hranicí pokračuje rakouská silnice L67. Před zrušením byl určen pro pěší, cyklisty, motocykly, osobní automobily a autobusy.
Hraniční přechod byl zrušen při vstupu České republiky do Schengenského prostoru v roce 2007. V případě dočasného znovuzavedení ochrany vnitřních hranic je provoz na hraničním přechodu upraven Sdělením Ministerstva vnitra č. 395/2021 Sb.